# Kōbe
Kobe (神戸市 (Thần Hộ thị) Kōbe-shi) là một thành phố cấp quốc gia của Nhật Bản ở vùng Kansai nằm trên đảo Honshu. Kobe là trung tâm hành chính của tỉnh Hyogo và là một trong những cảng biển chính ở Nhật, cùng với Yokohama, Osaka, Nagoya, Fukuoka và Tokyo. Kobe là một thành phố cảng sầm uất với dân số hơn 1.500.000 người.
Đây là một trong những thành phố đầu tiên mở rộng thông thương với phương Tây từ năm 1868. Thành phố cảng biển quốc tế này có 45.500 cư dân nước ngoài đến từ 100 quốc gia. 
Kobe cũng là quê hương của món thịt bò Kobe nổi tiếng thế giới. Người dân ở đây nuôi và làm thịt gia súc theo một cách riêng để lấy được thịt ngon.
Năm 1995, một cơn địa chấn ở phía nam đảo Awaji có cường độ 6,8 Mô men đã làm cho 6.434 người bị thiệt mạng (ước tính vào ngày 22 tháng 12 năm 2005); trong đó khoảng 4.600 ở Kobe. Kobe là thành phố bị phá huỷ nặng nề nhất do nó nằm gần tâm chấn nhất.
Để tưởng niệm nạn nhân của trận động đất, thành phố luôn làm lễ mặc niệm vào tháng 12 hàng năm, Luminarie, lúc đó cả Tòa thị chính được trang trí với những mái vòm chiếu sáng.

## Lịch sử

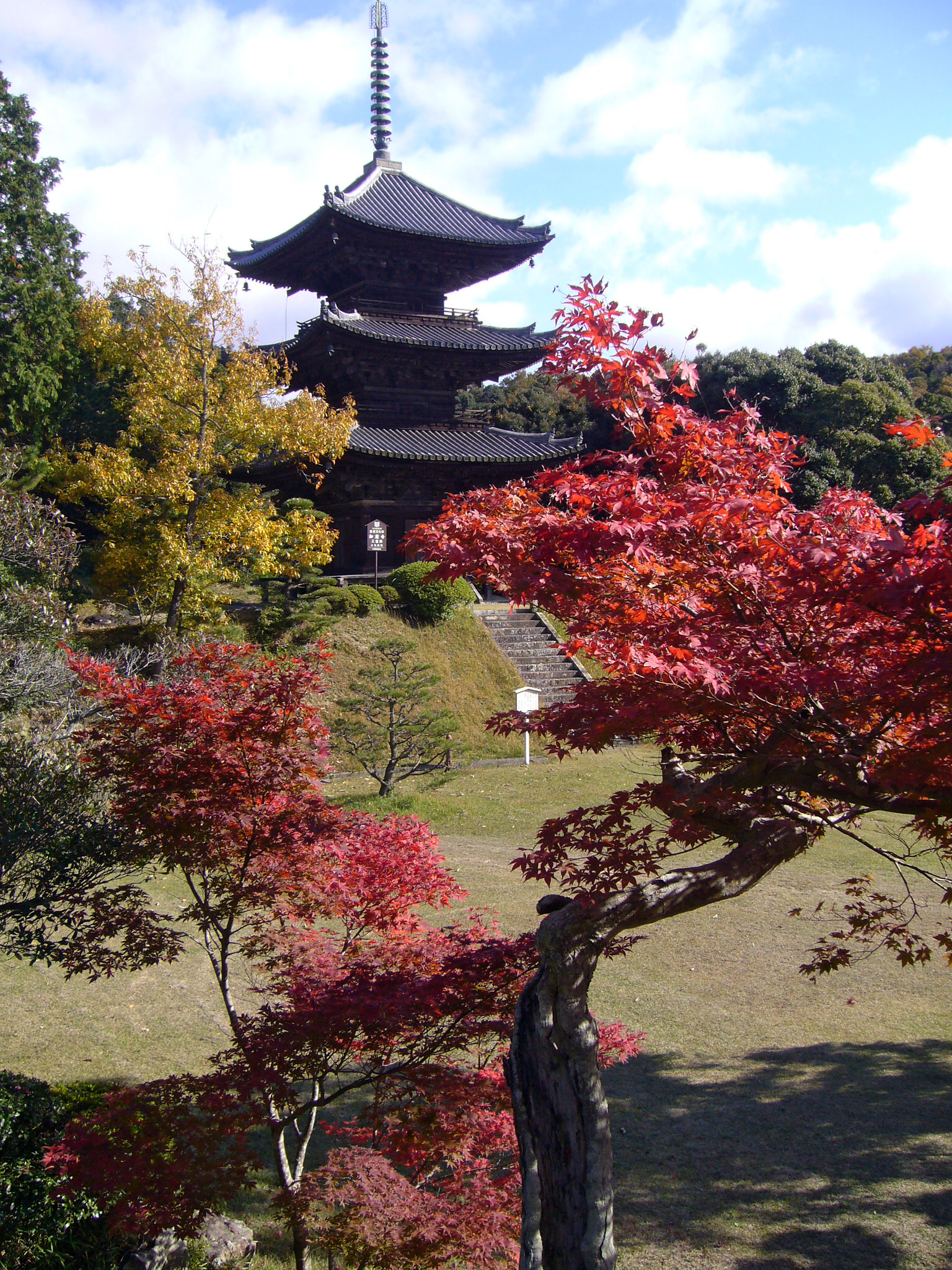
Nyoji

Các công cụ được tìm thấy ở phía Tây Kobe đã chứng minh đã có người sinh sống tại đây vào thời kỳ Jomon. Các địa lý tự nhiên của khu vực, đặc biệt là Hyōgo-ku, đã khiến cho nó trở thành trung tâm lịch sử của thành phố. 
Có một thời gian ngắn Kobe đã từng là thủ đô của Nhật Bản, từ tháng 6 năm 1180 đến tháng 11 năm 1180 vào thời kỳ Heian.
Thành phố được thành lập vào ngày 1 tháng 4 năm 1889, và chính thức công nhận là thành phố quốc gia vào ngày 1 tháng 9 năm 1956.
Trong thời kì Chiến tranh thế giới thứ hai, Kobe đã bị ném bom. Những trái bom từ máy bay B-29, vào ngày 17 tháng 3 năm 1945, giết chết 9000 người dân và đốt cháy cả thành phố.
Từ những áp lực liên tiếp từ phía công dân, ngày 18 tháng 3 năm 1975, Hội đồng thành phố Kobe đã phải ra nghị quyết cấm mang vũ khí hạt nhân vào cảng Kobe. Hiệu quả của nghị quyết đó là ngăn ngừa tàu chiến Hoa Kỳ chứa vũ khí hạt nhân vào cảng.
Ngày 17 tháng 1 năm 1995, một trận động đất 7,2 độ Richter, xảy ra vào 5:46 giờ sáng gần thành phố đã làm chết 6.433 người, làm 300.000 người thành vô gia cư, phá hủy phần lớn kho cảng và nhiều phần của thành phố. Đó là một thảm họa thiên nhiên tồi tệ nhất trong lịch sử hiện đại của thành phố. Cơn địa chấn đã phá hủy xa lộ Hanshin, nên còn được gọi là Cơn địa chấn dữ dội Hanshin.
Kobe đã là cảng biển bận rộn nhất Nhật Bản, nằm trong 10 cảng biển châu Á cho tới khi cơn địa chấn Hanshin xảy ra. Từ sau đó, cảng Nagoya đã trở thành cảng biển lớn nhất nước Nhật. Thứ hạng quốc tế của Kobe đã tụt xuống 29 (năm 2002). Nhưng cảng Kobe sau đó đã lại leo lên vị trí thứ 3 Nhật Bản.

## Địa lý
Nằm giữa bờ biển và dãy núi Rokko, thành phố Kobe rất dài và hẹp. Ranh giới của phần đất cảng là ngọn tháp cảng thép đỏ. Về phía đông là thành phố Ashiya, trong khi thành phố Akashi nằm ở phía tây của nó. Các thành phố lân cận khác bao gồm Takarazuka và Nishinomiyavề phía đông và Sanda và Miki về phía bắc. Hai hòn đảo nhân tạo, Đảo Cảng và đảo Rokko, được xây dựng để mở rộng phần thành phố vốn hẹp này. Cách xa bờ biển, trung tâm thành phố Kobe là phường Motomachi và Kokashita, cả khu phố Tàu Nankimachi.
Núi Rokko nhìn ra Kobe ở độ cao 931 mét. Đây là nơi cao nhất ở Kobe.

### Các khu hành chính

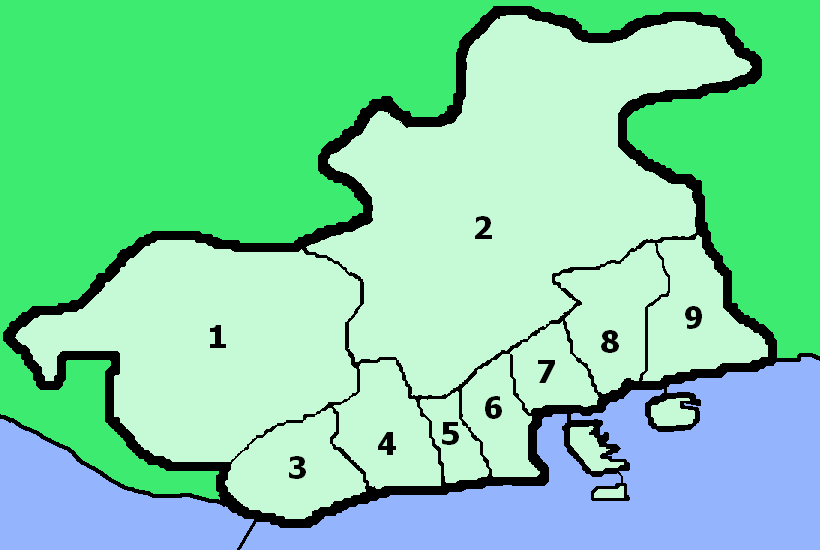
Các phường của Kobe

1. Nishi-ku (西区): Nông nghiệp ở quận Nishi rất trù phú bởi có hệ thống sông Akashigawa, là nơi thiên nhiên phong phú có quang cảnh thôn quê an bình. Đây là quận có lịch sử và truyền thống với nhiều đền chùa.
2. Kita-ku (北区): Ngọn núi Rokko trải dài ở phía bắc của quận Kita cho thấy sự trù phú của thiên nhiên mà những đại đô thị không thể có. Trong quận, ngoài suối nước nóng Arima còn có tài sản giá trị văn hóa hoặc nghệ nhân dân tộc.
3. Tarumi-ku (垂水区): Quận Tarumi là quận có khí hậu ôn hòa và môi trường thiên nhiên phong phú. Là nơi được biết đến qua tuyệt cảnh của eo biển Akashi và đảo Awaji.
4. Suma-ku (須磨区): Quận Suma là quận nằm ở giữa vùng núi trù phú và vùng biển lặng sóng. Phía nam có di tích cỗ và phía bắc có khu dân cư được thành lập 40 năm trước, đã khiến cho quận Suma trở thành quận có đầy sự quyến rủ của lịch sử và thiên nhiên.
5. Nagata-ku (長田区): Quận Nagata là quận có diện tích hẹp nhất trong 9 quận của TP Kobe nhưng lại là quận có mật độ dân số cao nhất. Quận có nhiều di tích lịch sử và có nếp sống văn hóa của khu phố đầy tình người.
6. Hyōgo-ku (兵庫区): Quận Hyogo, nơi đã từng là thủ đô của Nhật Bản vào năm 1180. Tại đây cũng còn sót lại nhiều di tích lịch sử và truyền thống và là trung tâm lịch sử của thành phố.
7. Chūō-ku (中央区): Vị trí của quận Chuo nằm giữa trung tâm của thành phố Kobe tạo nên sự phát triển cho Kobe. Quận có nhiều di sản mang tính lịch sử và là nơi dừng chân của rất nhiều khách du lịch. Ngoài ra, phía đông có xây dựng đô thị mới là HAT Kobe và đảo nhân tạo Port.
8. Nada-ku (灘区): Quận Nada là khu vực bao bọc bởi biển và núi, hướng bắc giáp núi Rokko và núi Maya, phía nam giáp cảng Osaka; có nhiều cơ sở đa văn hóa, thể thao, giáo dục.
9. Higashi nada-ku (東灘区): Quận Higashi Nada là khu phố giàu thiên nhiên có dòng sông Sumiyoshi chảy ở giữa quận. Quận còn có sự quyến rũ đa diện vì là nơi có truyền thống văn hóa cũ như Danjiri.v.v... nhưng lại có cả cái mới như đã kiến tạo đô thị trên mặt biển như đảo nhân tạo Rokko

## Giao thông vận tải

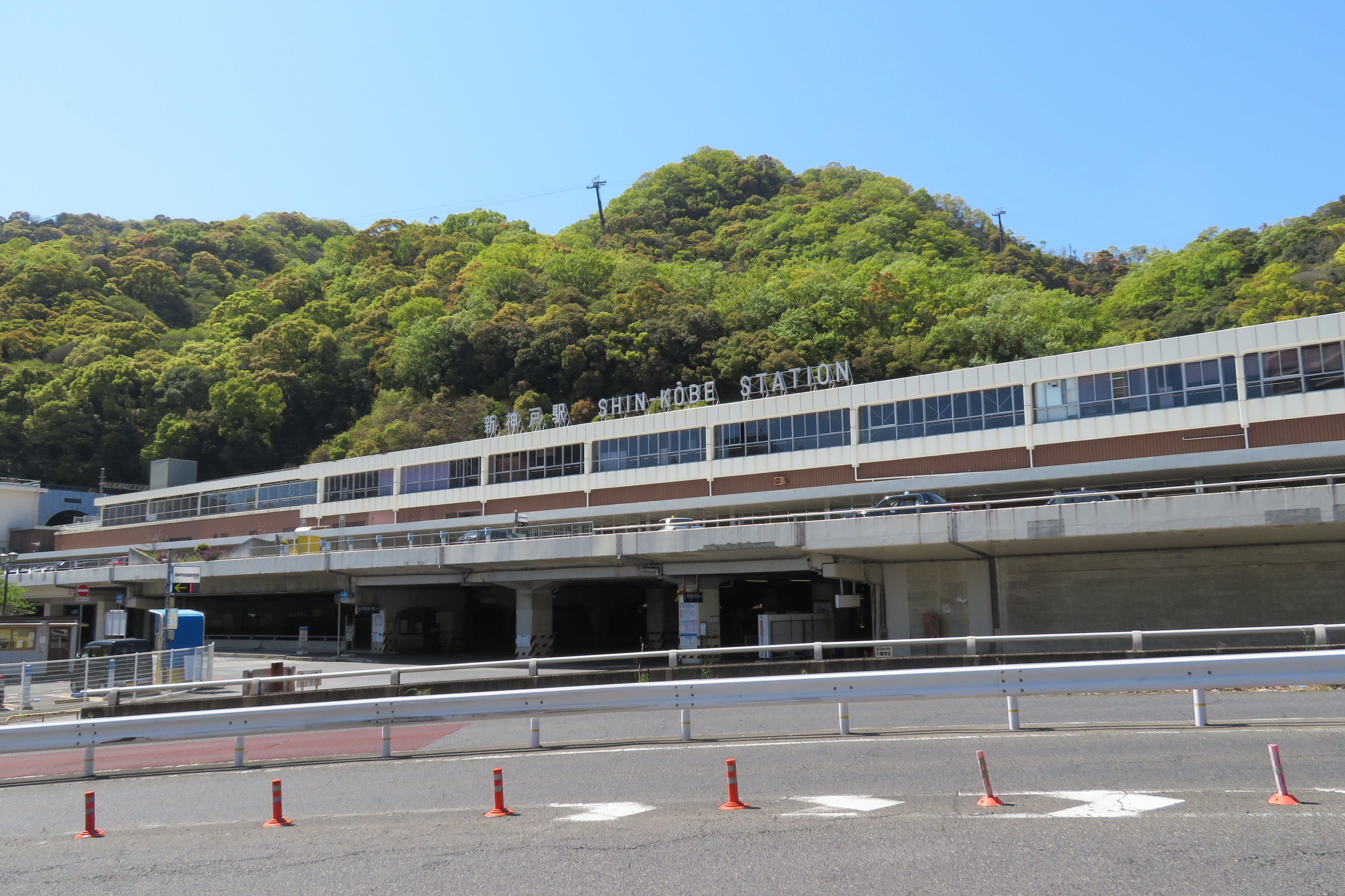
Ga tàu cao tốc Shinkanshen

### Đường sắt
Ở Kobe có đường xe lửa xuyên từ Đông đến Tây. Ga tàu chính là ga Sannomiya, vốn là nhà ga Kobe, nằm phía Tây, và nhà ga Shinkansen Shin-Kobe nằm ở phía Bắc.
Ga Sannomiya là trung tâm đi lại chính ở Kobe, phục vụ như là điểm chuyển giao cho ba đường sắt đường liên tỉnh lớn. Tuyến đường sắt khác ở Kobe bao gồm tuyến tàu điện Kobe chạy về phía bắc tới Sanda và Arima Onsen; tuyến Hokushin Kyuko kết nối từ ga Shin-Kobe đến ga Tanigami.

### Đường bộ và đường hàng không
Kobe là trung tâm ở một số đường cao tốc, bao gồm đường cao tốc Meishin (Nagoya - Kobe) và đường cao tốc Hanshin (Osaka - Kobe).[35] đường cao tốc khác bao gồm đường cao tốc Sanyo (Kobe - Yamaguchi) và đường cao tốc Chugoku (Osaka - Yamaguchi).
Sân bay quốc tế Osaka ở gần Itami và Sân bay Kobe, được xây dựng trên một hòn đảo phía Nam Port Island, cung cấp chủ yếu là các chuyến bay nội địa, trong khi Sân bay quốc tế Kansai ở Osaka là trung tâm quốc tế chính trong khu vực.

## Nhân khẩu
Kobe có dân số là 1.530.295 chiếm 658.876 hộ theo cuộc khảo sát dân số vào tháng 9 năm 2007. Mật độ dân số của thành phố là 2.768 người/km2. Kobe là thành phố có tỉ lệ dân số già thấp và độ tuổi lao động chiếm 66% dân số Kobe.
Khoảng 44.000 công dân nước ngoài đăng ký sống ở Kobe. Bốn quốc gia phổ biến nhất là người Hàn Quốc (22.237), Trung Quốc (12.516), Việt (1.301), và người Mỹ (1.280).

## Kinh tế

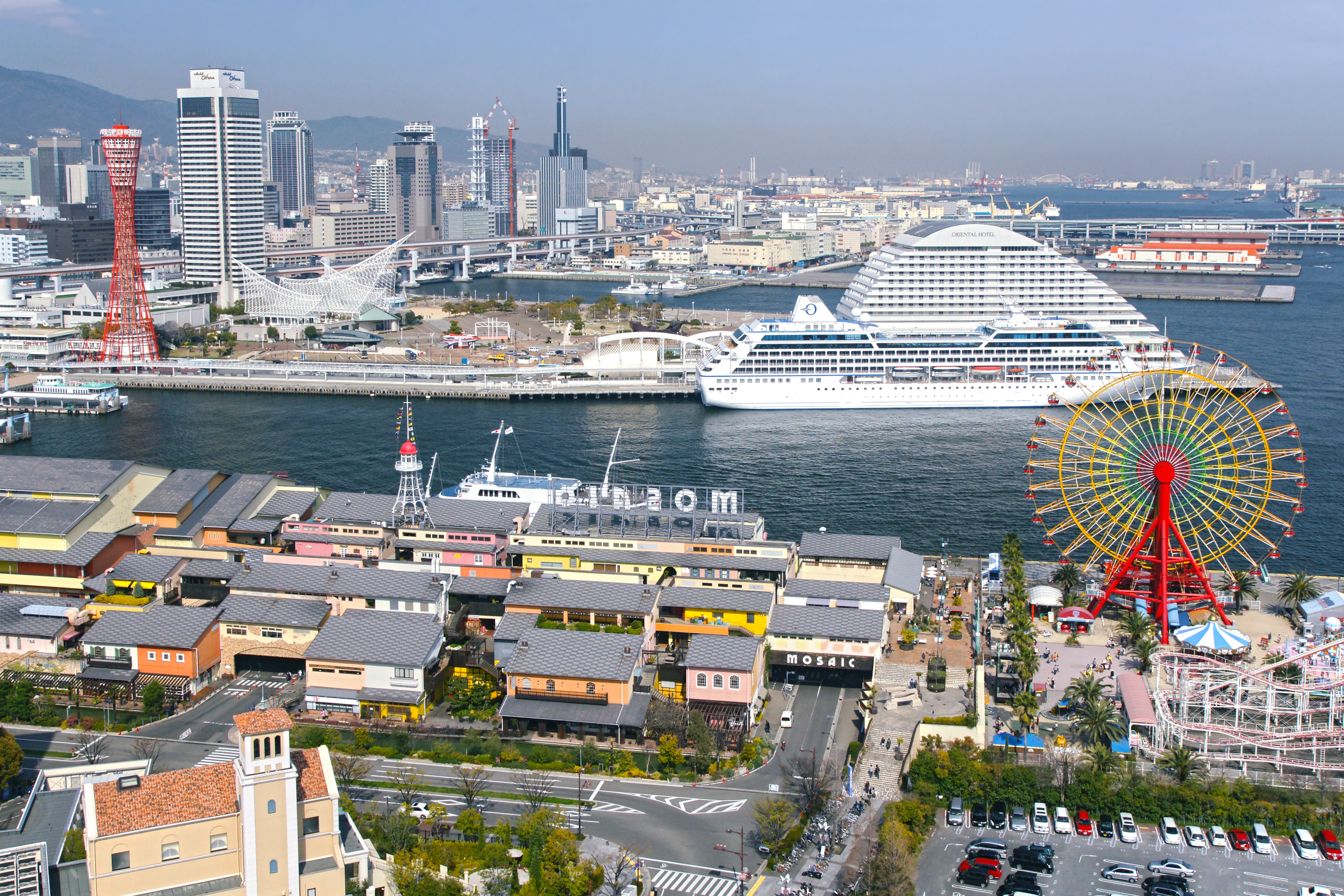
Một góc cảng Kobe

Cảng Kobe là một cảng quan trọng và là trung tâm sản xuất của Nhật Bản. Hiện Kobe nằm trong 3 tam giác kinh tế du lịch văn hoá của vùng Kansai: Osaka - Kobe - Kyoto.
Năm 2004, tổng số GDP của thành phố là 6300 tỷ Yên với hơn 1/3 dân số làm ngành dịch vụ. Vật giá ở Kobe rất đắt đỏ. Du khách mới lên taxi thì đồng hồ đã chỉ 660 yên cho cây số đầu tiên. Bữa ăn trung bình cũng mất khoảng 2.000 yen. Rẻ nhất là nước trà đóng chai ướp lạnh không hơn ly trà đá của Việt Nam cũng gần 20.000 đồng Việt Nam. Năm 1995, mặc dù thành phố bị ảnh hưởng bởi động đất nhưng với ý chí và tinh thần vượt khó mãnh liệt của người dân Nhật Bản, chỉ trong vòng 6 ngày sau trận động đất, mạng lưới điện được phục hồi, hệ thống khí đốt và nước cũng trở lại bình thường trong vòng 3 tháng. Hệ thống đường bộ, đường sắt được khôi phục trong vòng 1 năm. Cảng Kobe được phục hồi hoàn toàn vào tháng 3-1997. Vì thế nền kinh tế Nhật Bản nói chung và Kobe nói riêng được phục hồi nhanh chóng.

## Văn hoá

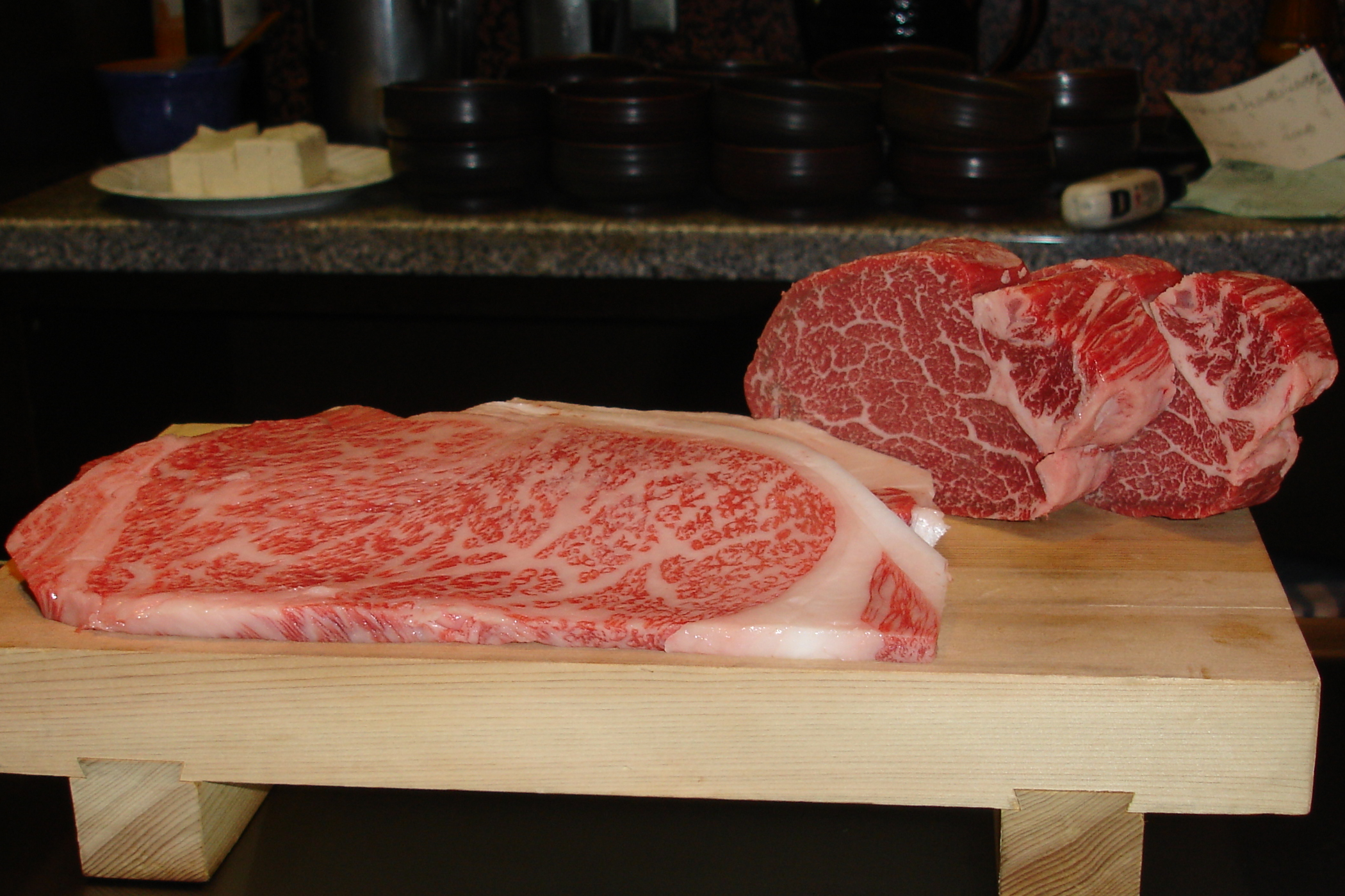
Một thớ thịt bò Kobe chưa chế biến

Thành phố Kobe chịu nhiều ảnh hưởng của phương Tây, vốn nhiều công viên và kiến trúc đẹp. Sức lôi cuốn của thành phố này ở chỗ bốn mùa quanh năm phong cảnh thiên nhiên rực rỡ.
Kobe nổi tiếng với: món thịt bò Kobe, suối nước nóng Arima, ngắm nhìn thành phố đêm từ bờ biển hoặc từ núi, thành phố cảng với một không khí đẹp kì lạ đã được truyền qua lịch sử. Kobe còn được gắn liền với thời trang với câu nói: "Nếu bạn không thể đi đến Paris, thì đến Kobe." Ngoài ra còn có lễ hội nhạc Jazz "Kobe Jazz Street" đã được tổ chức mỗi tháng mười tại câu lạc bộ nhạc jazz và các khách sạn từ năm 1981. 
Kobe là nơi có sân golf đầu tiên ở Nhật Bản, Kobe Golf Club, được thành lập bởi Arthur Hasketh Groom vào năm 1903, và nhà thờ Hồi Giáo đầu tiên của Nhật Bản, Kobe Mosque, được xây từ năm 1935.

## Du lịch

### Cảnh quan tự nhiên
- Vùng núi Rokko:

- Núi Rokko cao 931m.
- Núi Maya cao 698m.
- Suối Nunobiki.
- Suối nước nóng Arima.
- Ashiya Rock Garden.

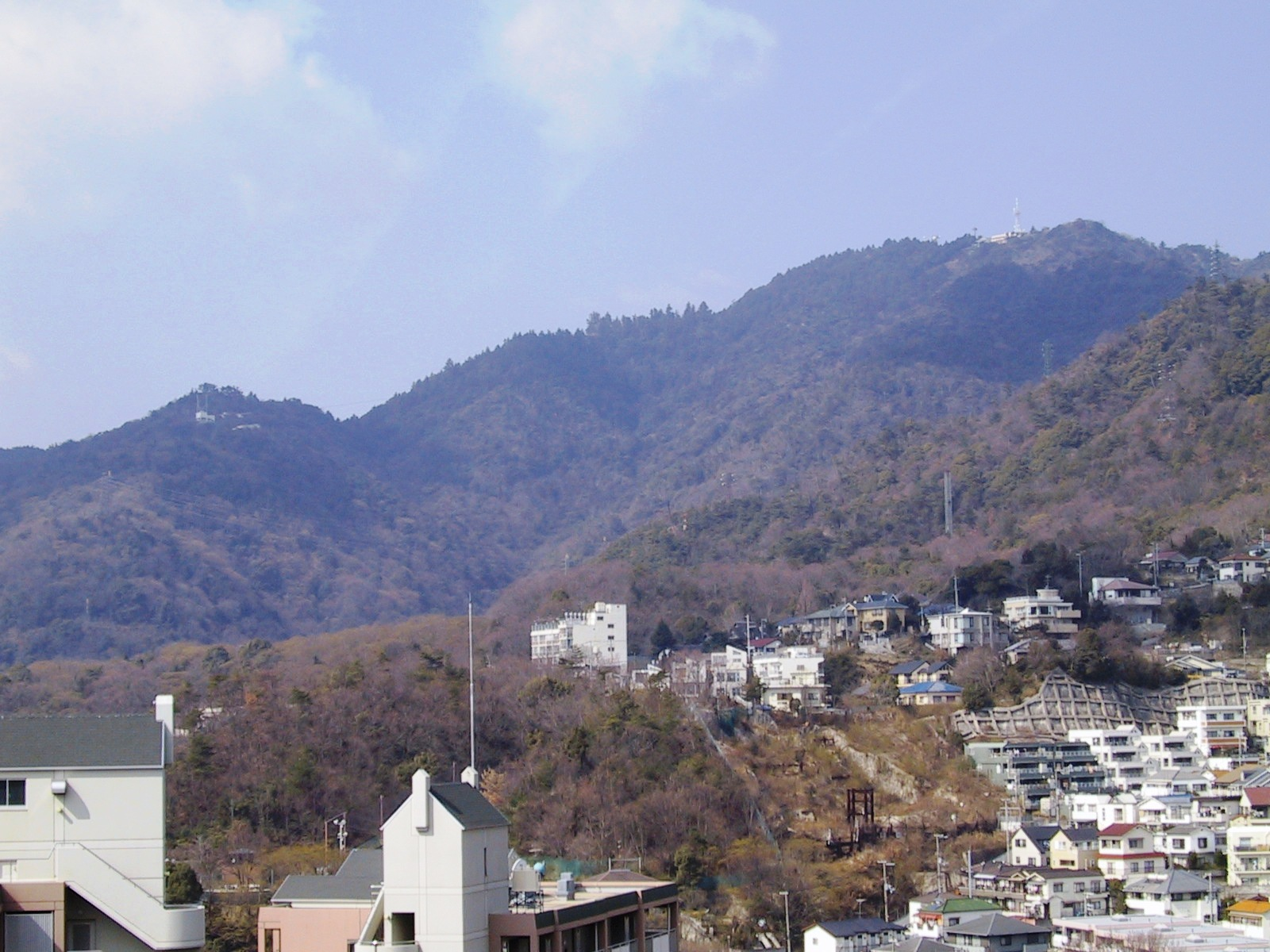
Núi Maya nhìn từ Trường Đại học Kobe
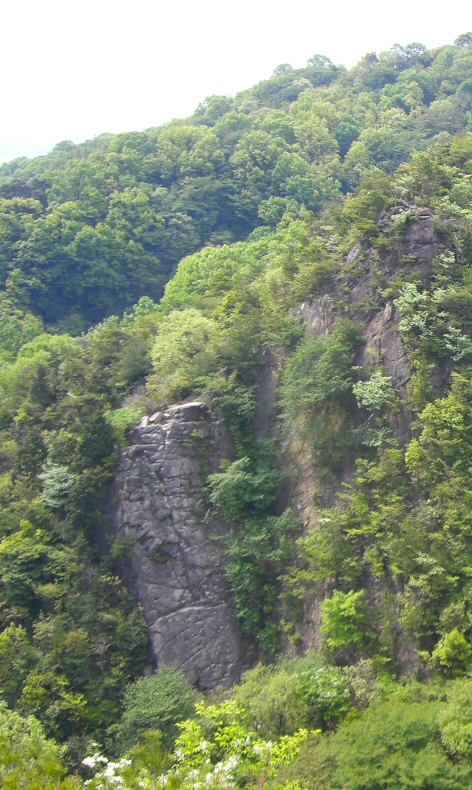
Rock Garden
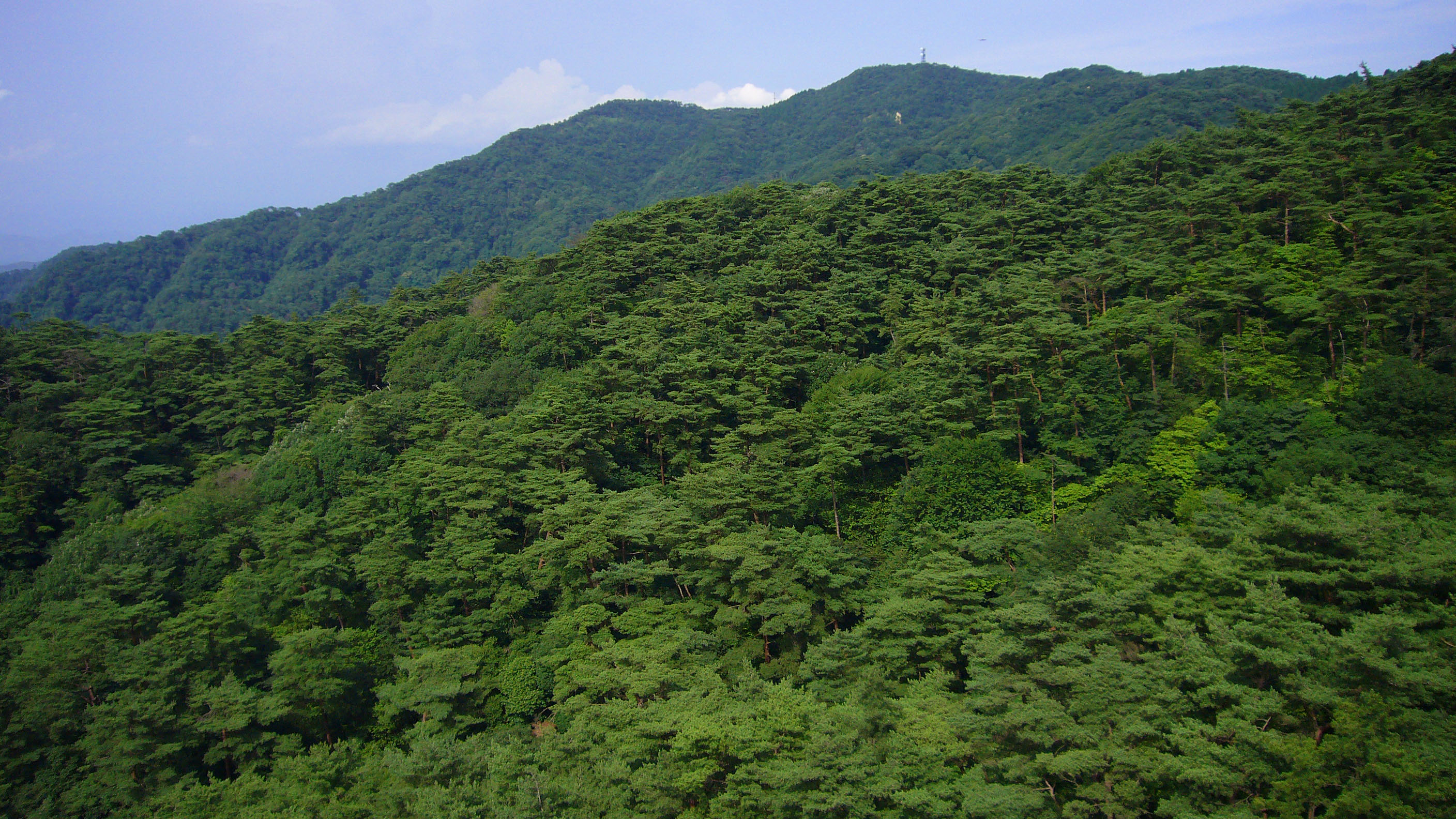
Núi Rokko-ngọn núi cao nhất Kobe
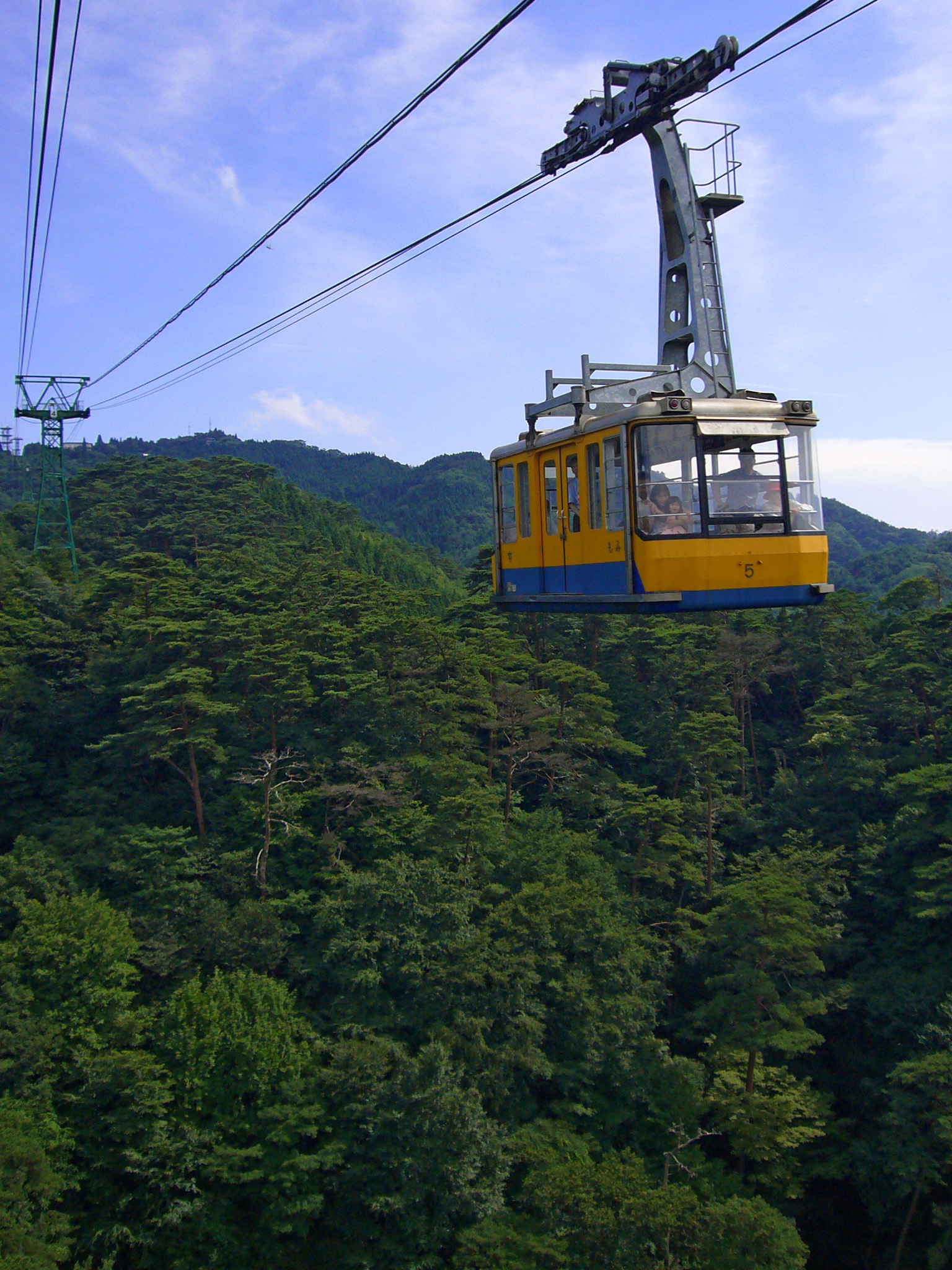
Cáp treo đi đến núi Rokko
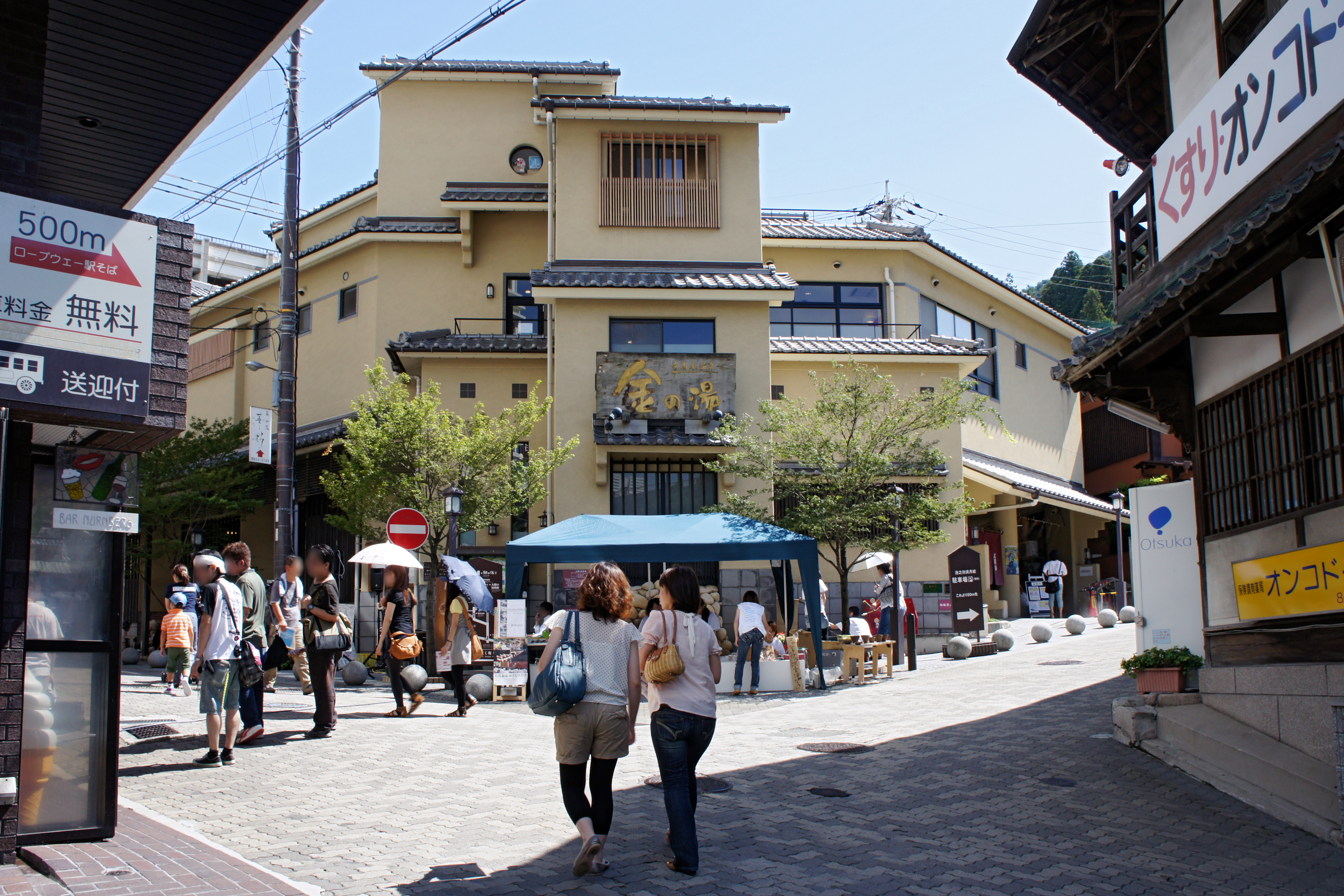
Arima

### Các địa điểm nổi tiếng
- Cảng Kobe
- Khu phố Tàu
- Đảo nhân tạo Port
- Đảo nhân tạo Rokko
- Khu mua sắm Motomachi
- Phố cổ Tor
- Khu đô thị mới HAT Kobe
- Bảo tàng nghệ thuật tỉnh Hyogo

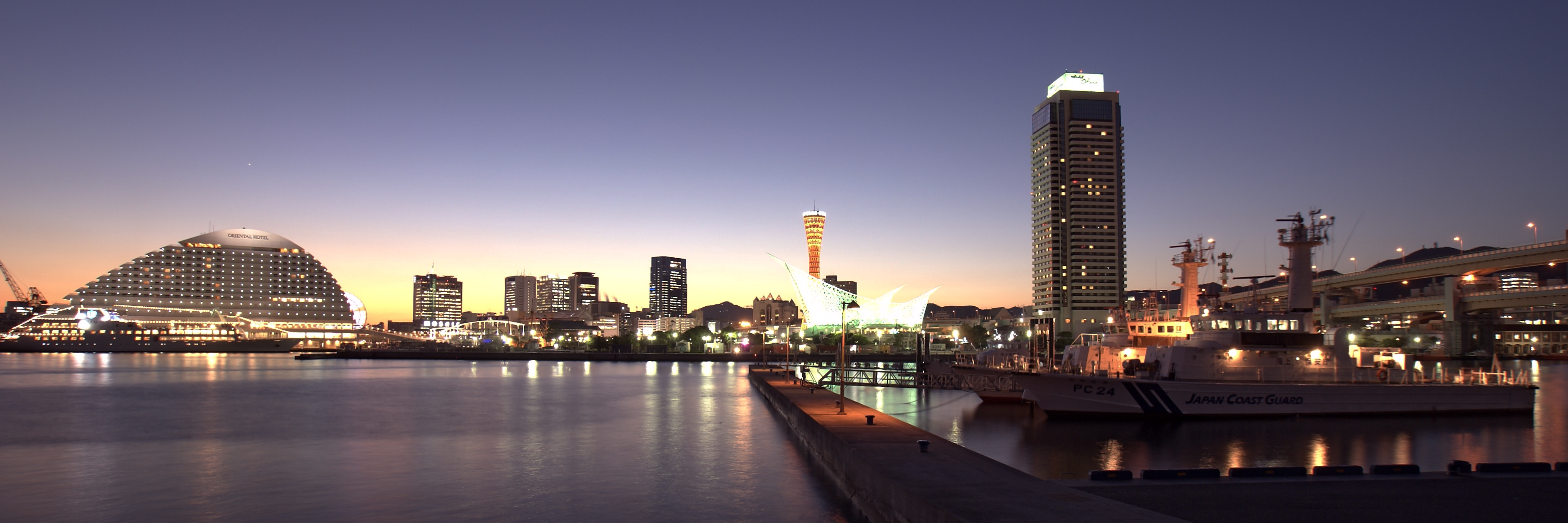
Cảng Kobe lúc bình minh
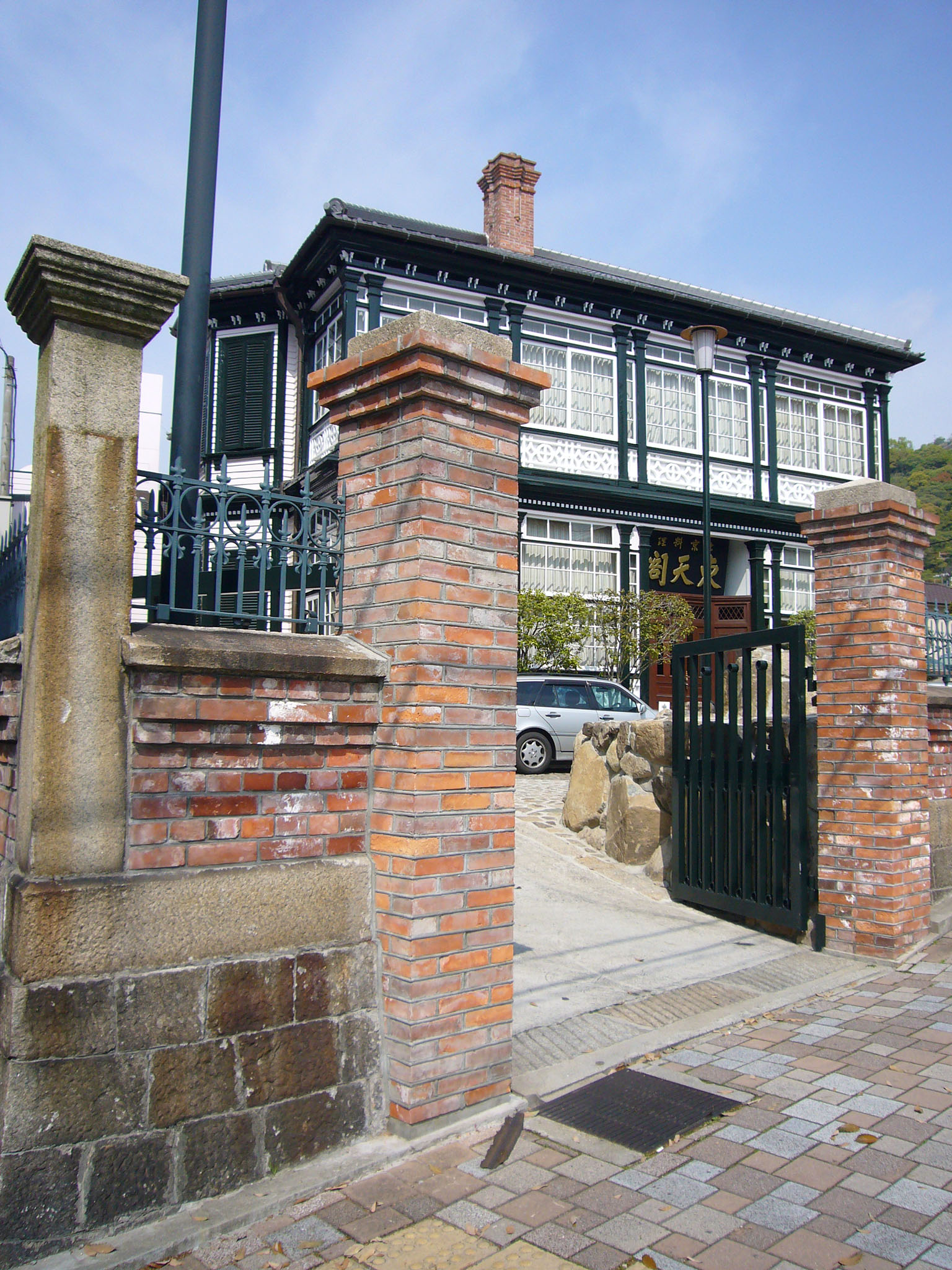
Một ngôi nhà cổ
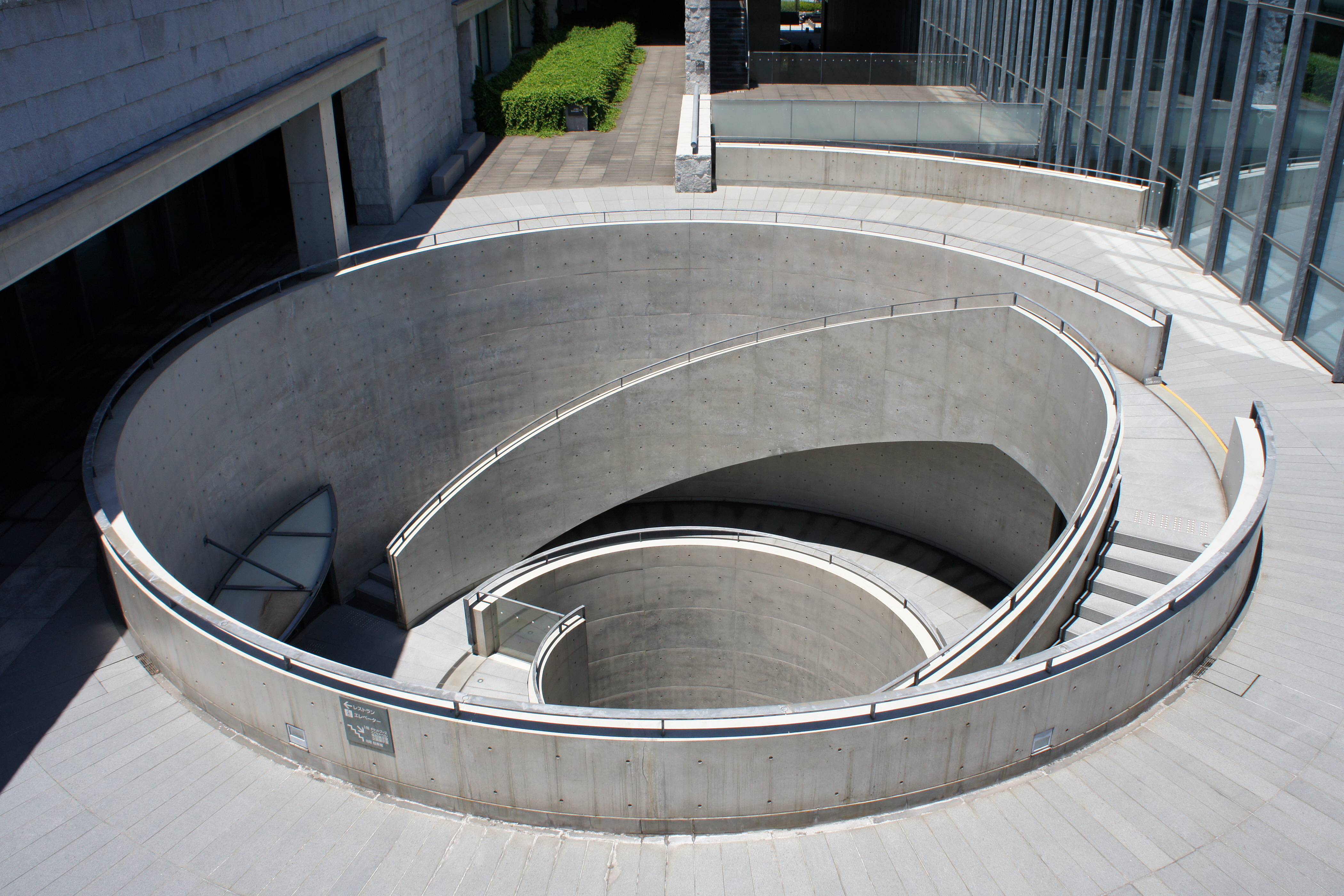
Viện bảo tàng Nghệ thuật Tỉnh Hyogo
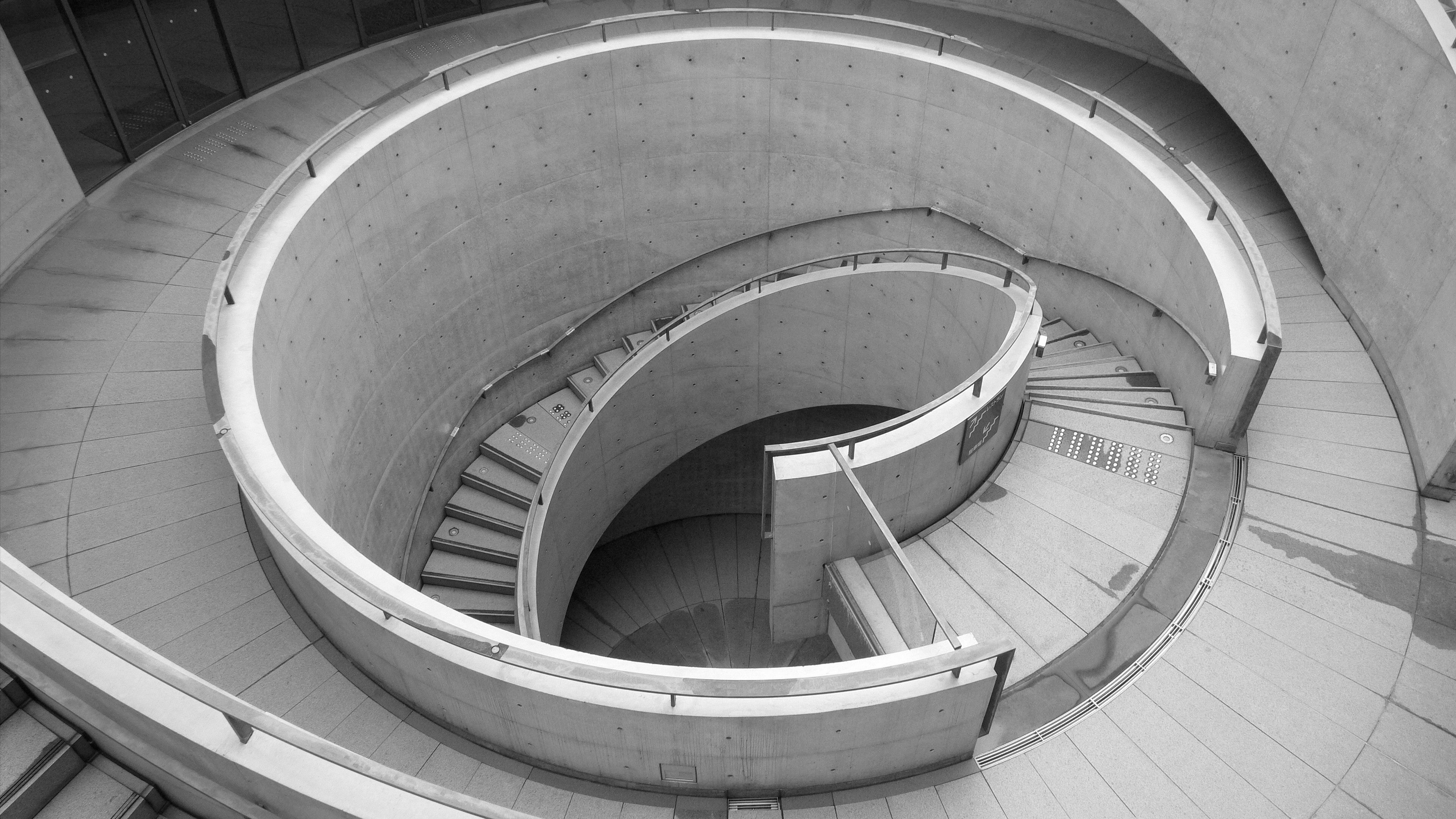
Bên trong bảo tàng nghệ thuật

## Động đất Kobe năm 1995

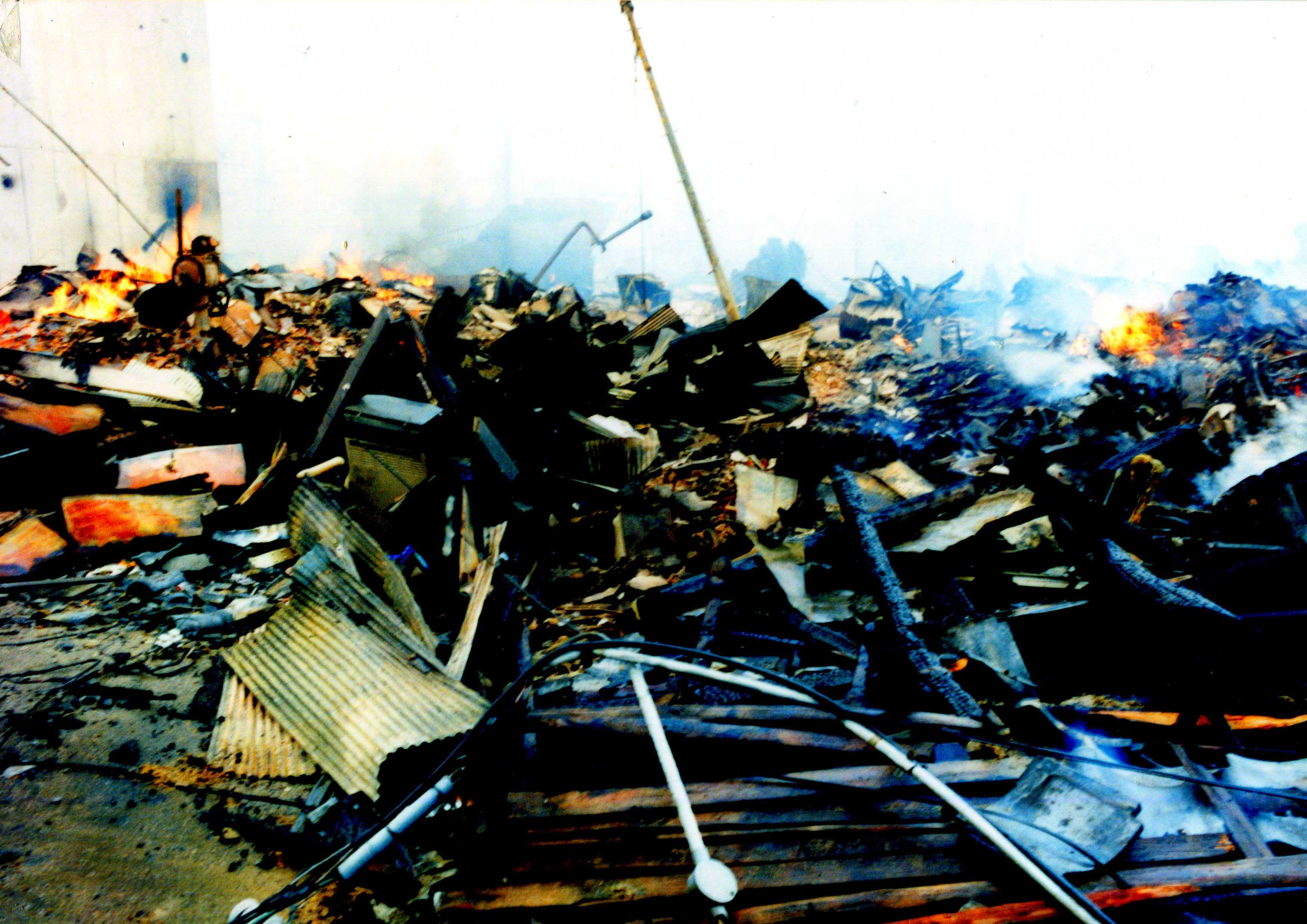
Một đống đổ nát sau động đất

Ngày 17 tháng 1 năm 1995, một trận động đất 7,2 độ Richter, xảy ra vào 5:46 giờ sáng gần thành phố đã làm chết 6.433 người, làm 300.000 người thành vô gia cư, phá hủy phần lớn kho cảng và nhiều phần của thành phố. Đó là một thảm họa thiên nhiên tồi tệ nhất trong lịch sử hiện đại của thành phố. Cơn địa chấn đã phá hủy xa lộ Hanshin, nên còn được gọi là Cơn địa chấn dữ dội Hanshin. Chấn động chính chỉ kéo dài 10 giây và mạnh nhất ở 3 giây đầu tiên nhưng sức tàn phá của nó thật khủng khiếp. Nhà cửa rung lên bần bật rồi đổ nhào, xe chạy trên những chiếc cầu bị hất xuống dưới do cầu gãy. Sau đó là những đám cháy bắt đầu bốc lên. Hầu hết hệ thống đường bộ, đường sắt cảng cũng như hệ thống điện, nước và khí đốt bị hư hại nặng.

## Thành phố kết nghĩa
| - Barcelona, Tây Ban Nha - Brisbane, Úc - Marseille, Pháp | - Rio de Janeiro, Brasil - Riga, Latvia | - Thiên Tân, Trung Quốc - Seattle, Hoa Kỳ. |

## Hình ảnh

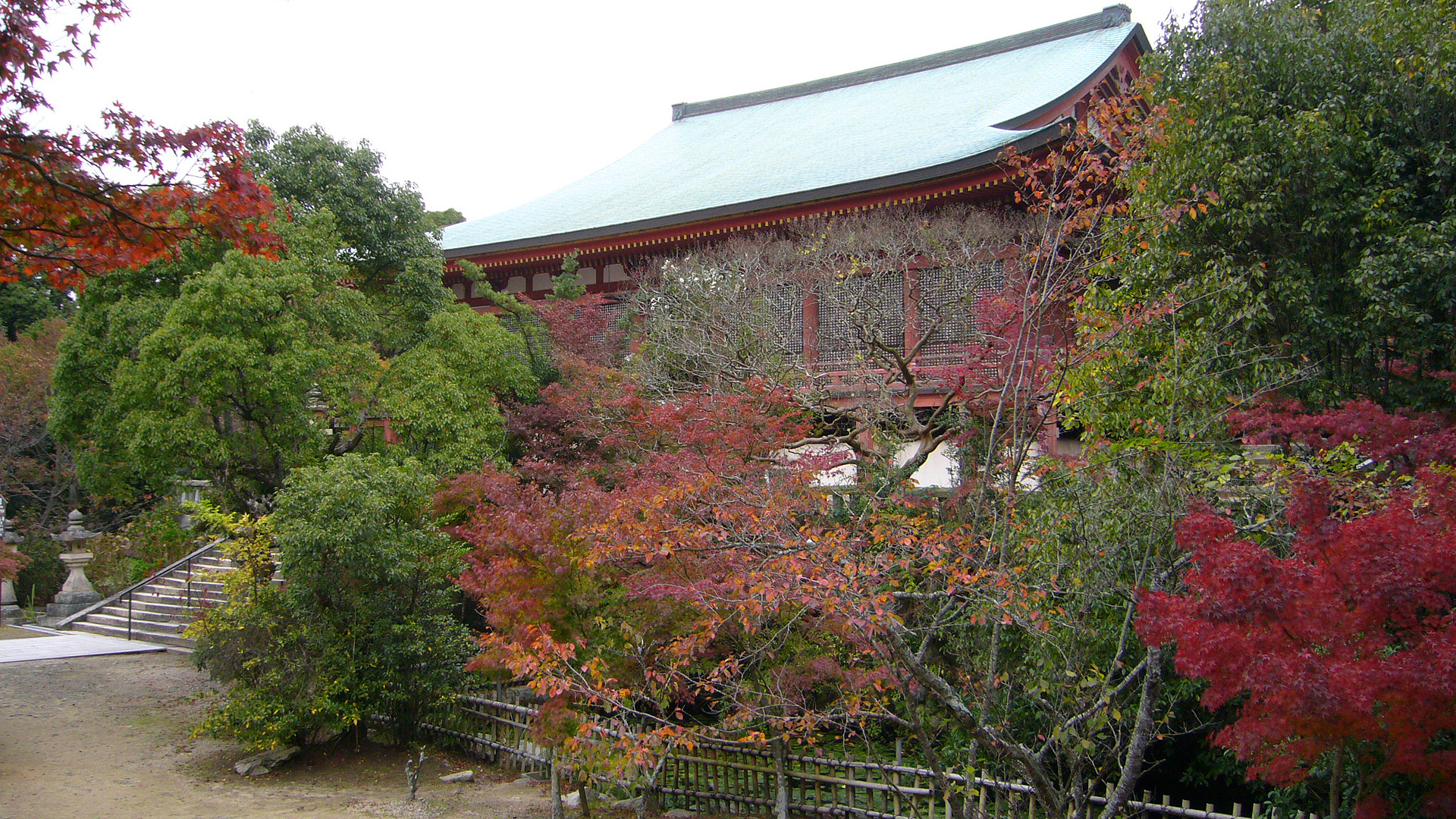
Chùa Taisanji
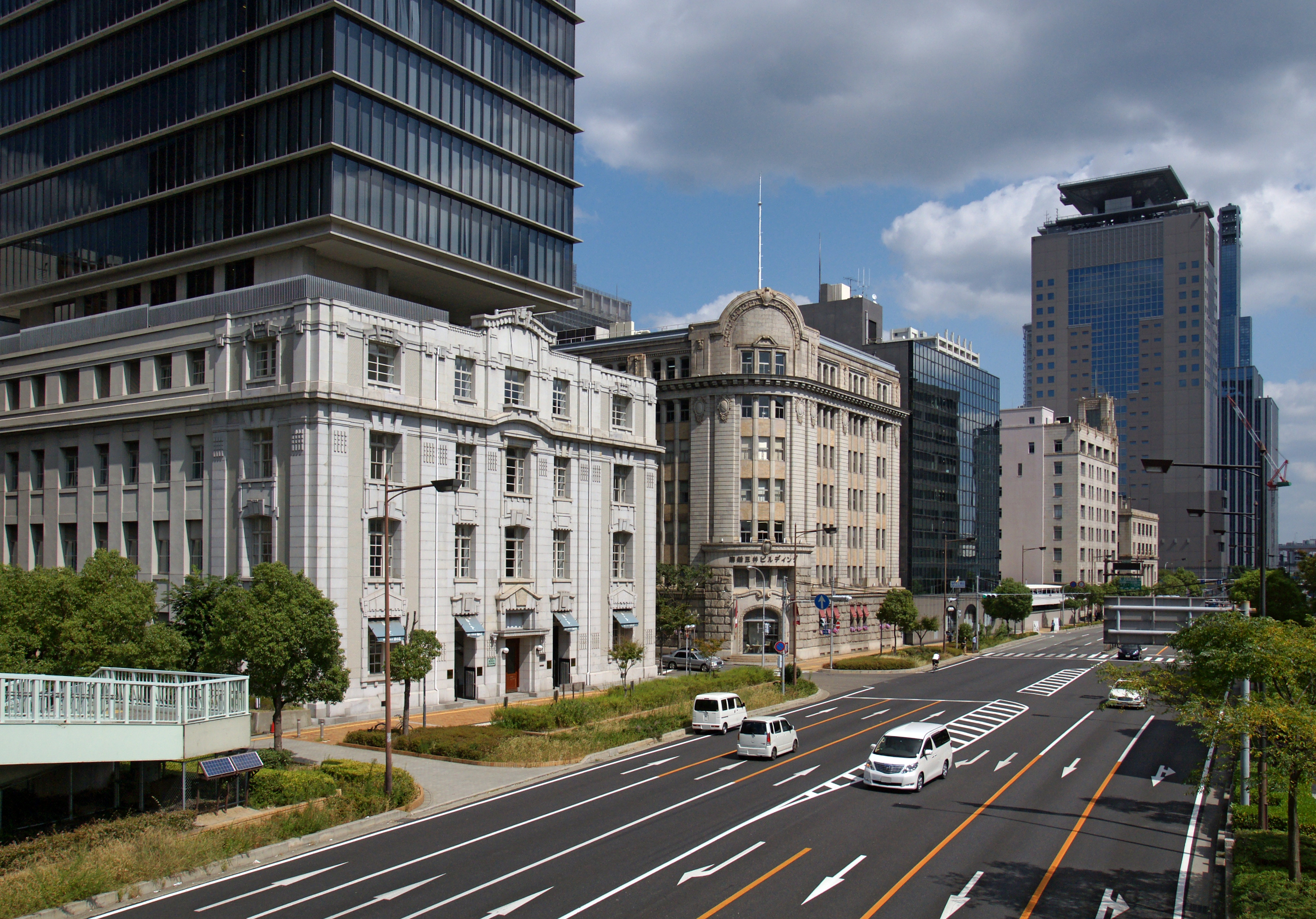
Đường dọc biển ở phường Chuo (Chuo-ku)
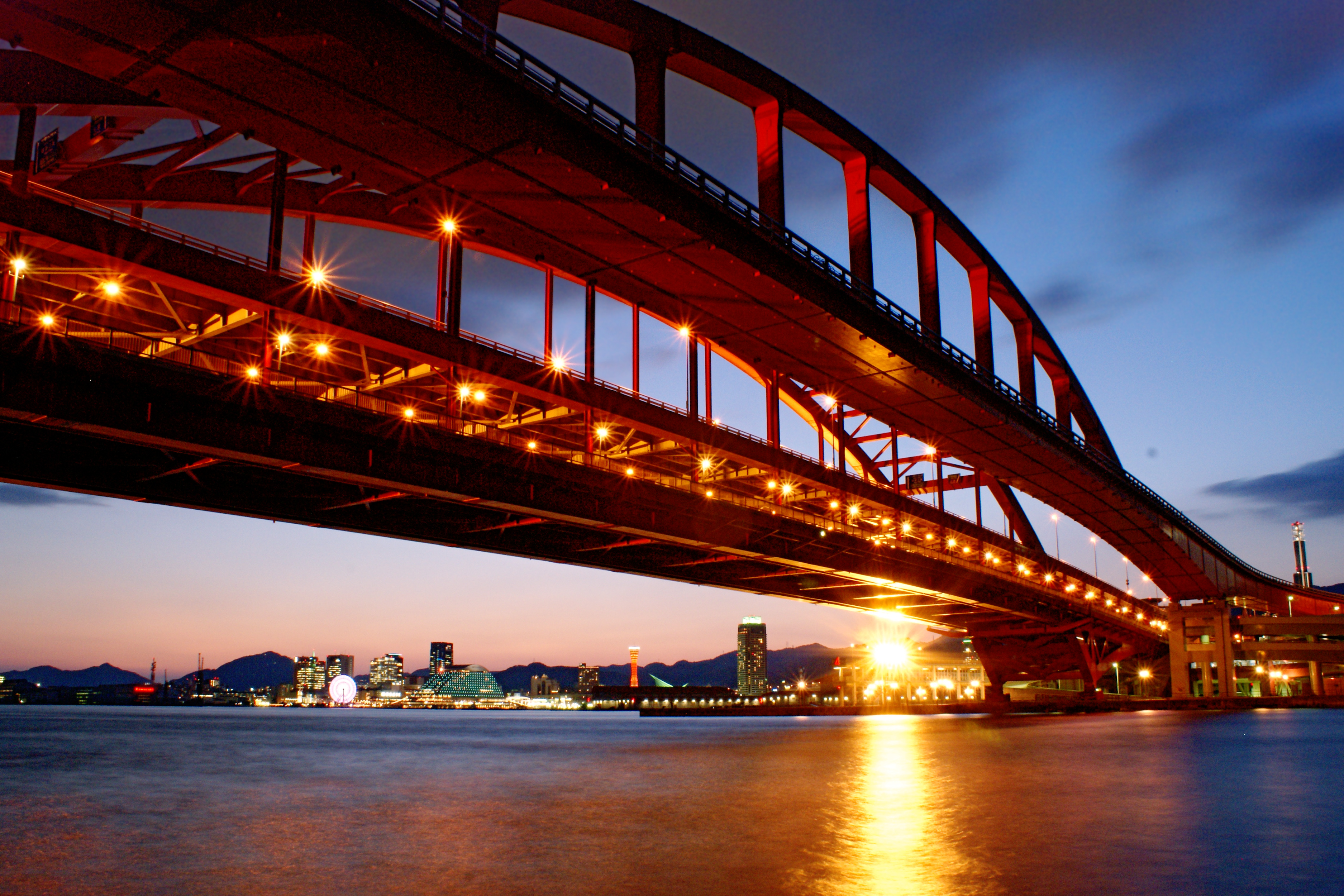
Kobe-Ohashi
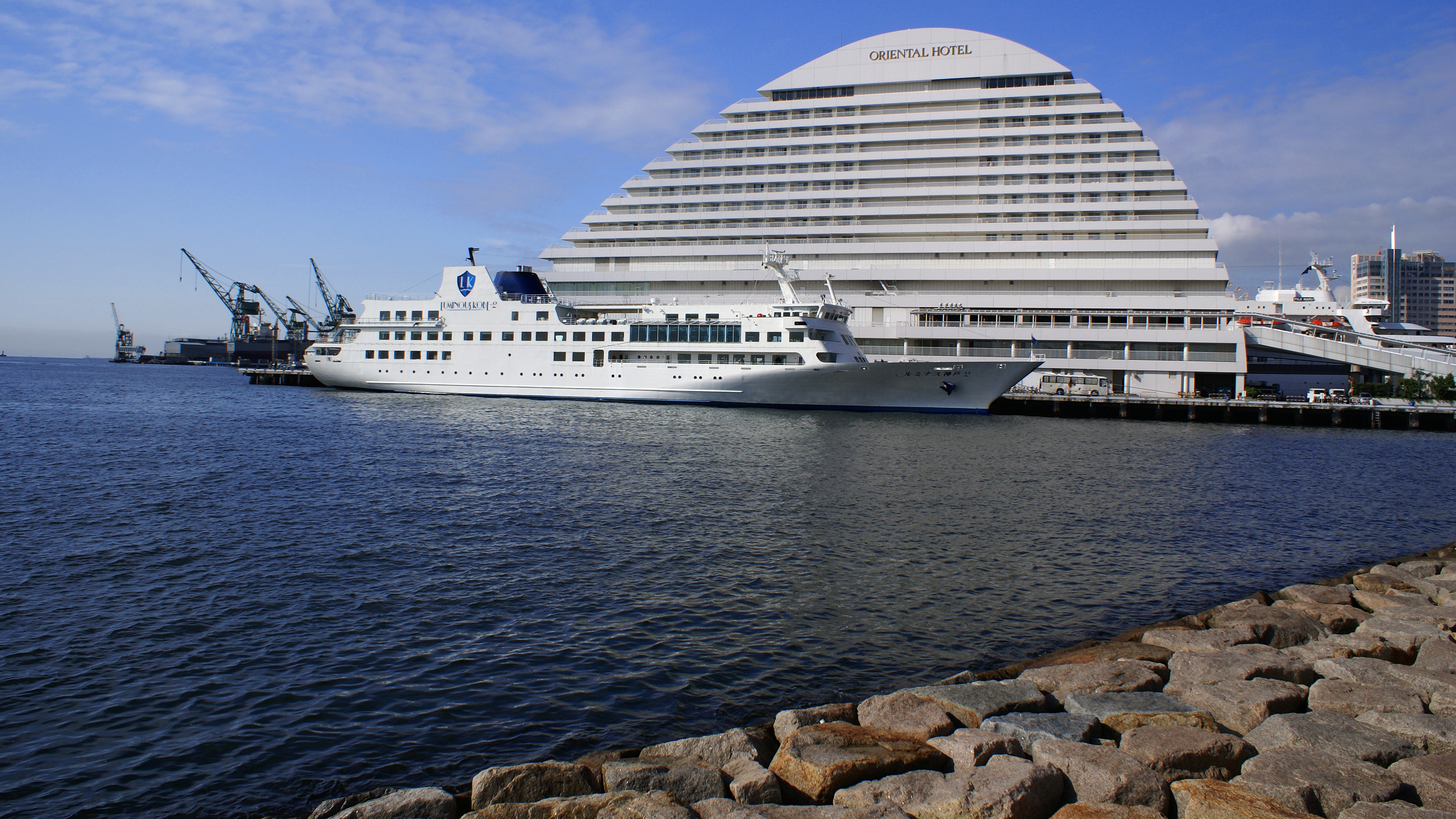
Meriken Park Oriental Hotel
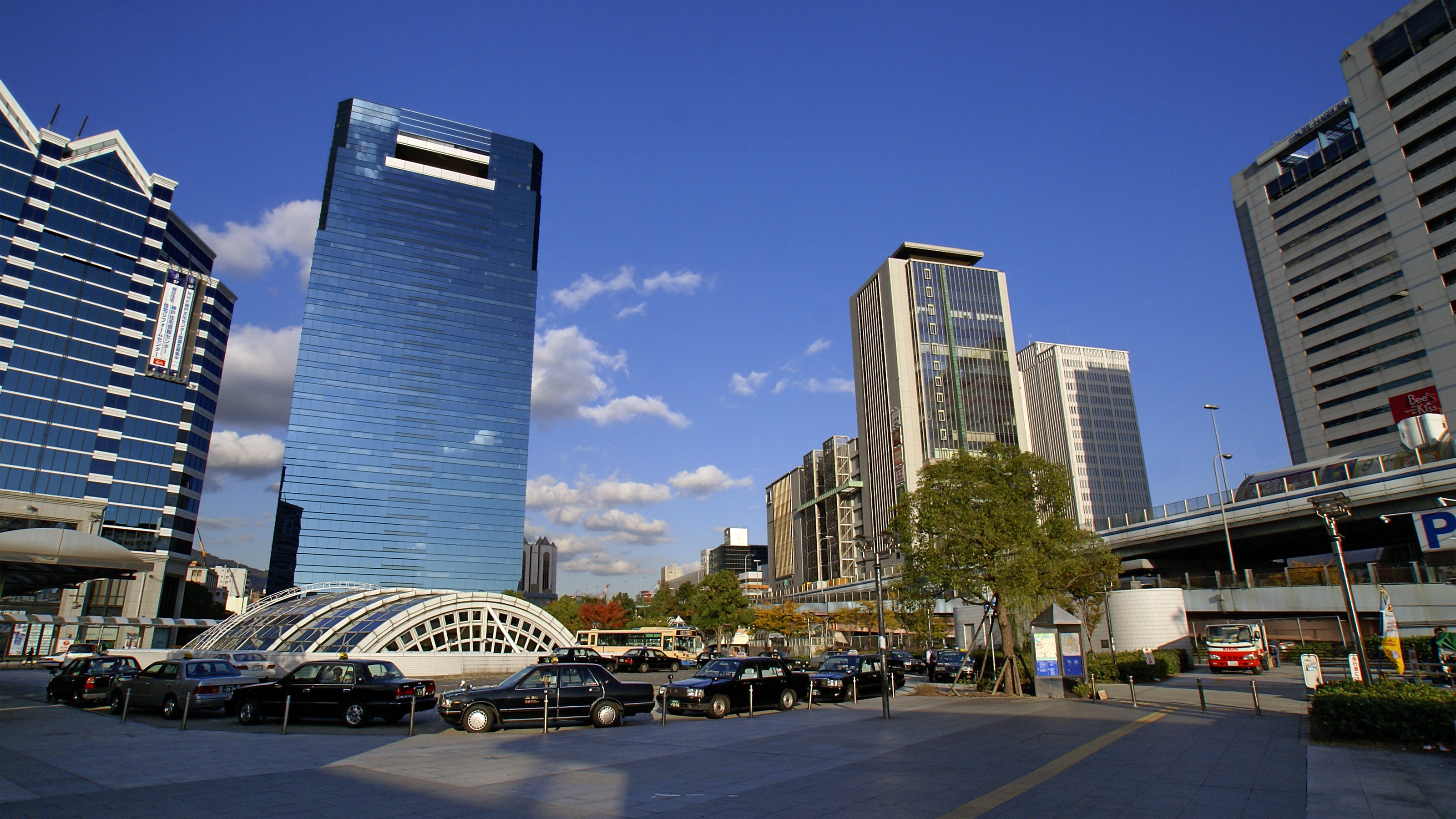
Harborland
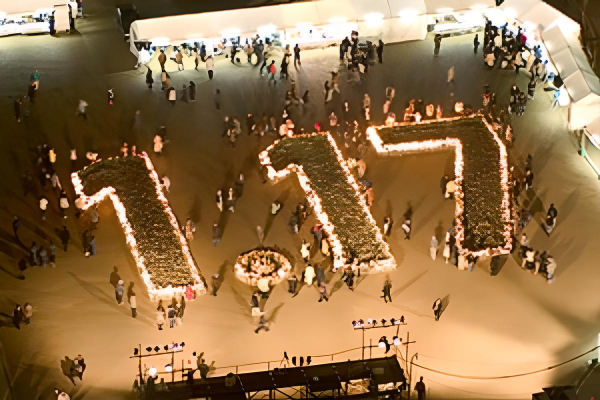
Người dân tưởng niệm 10 năm sau động đất Kobe
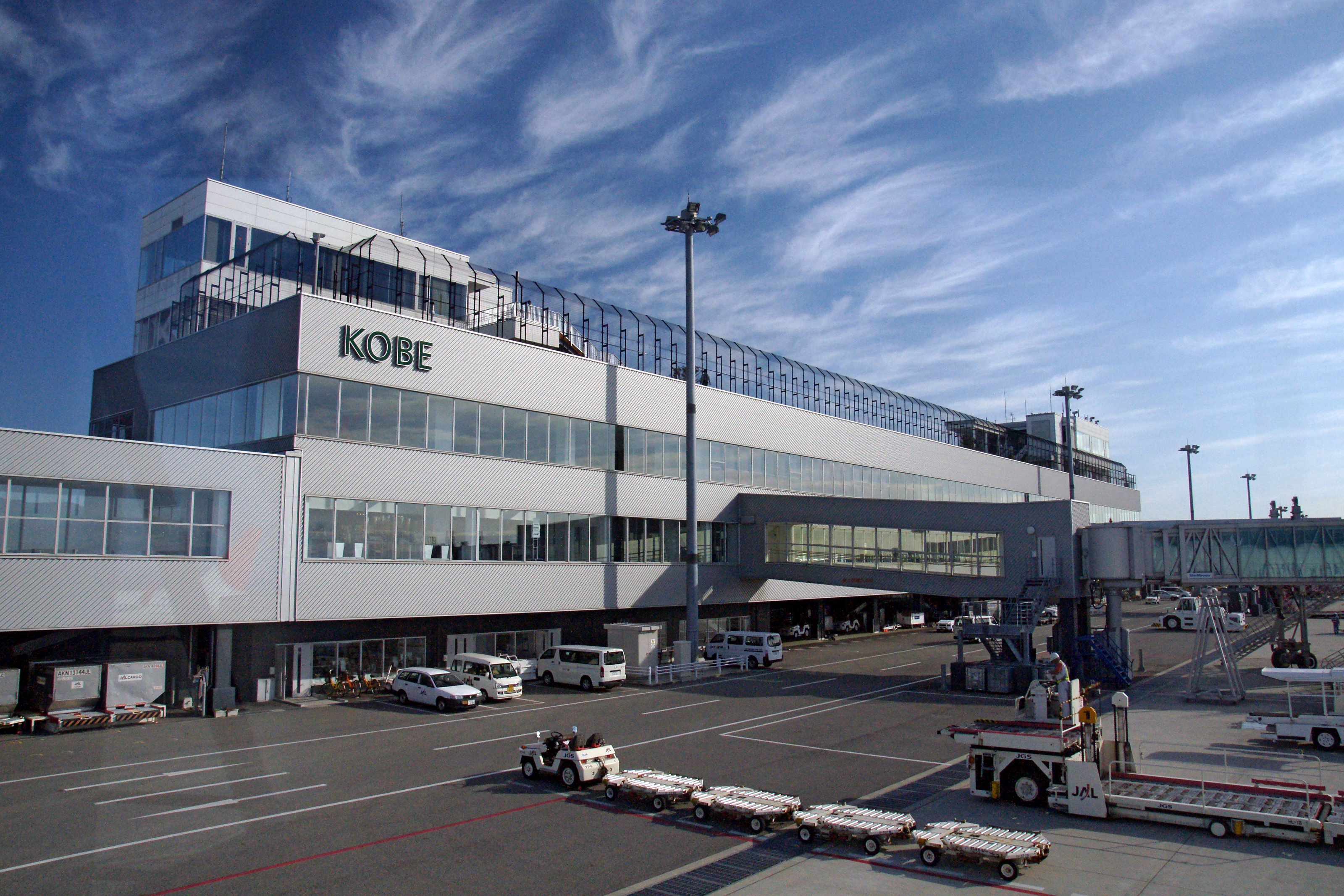
Sân bay Kobe
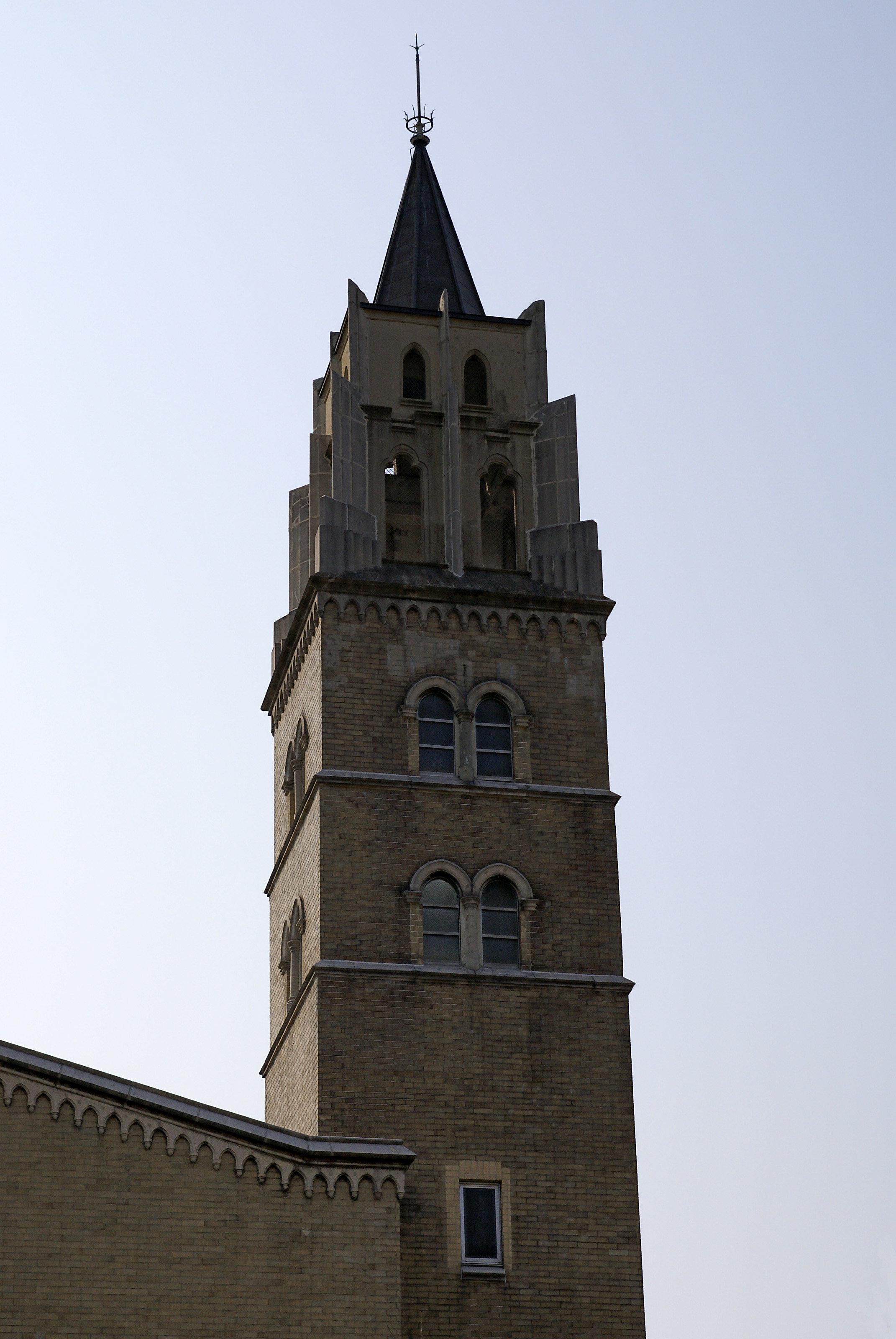
Nhà thờ ở Kobe
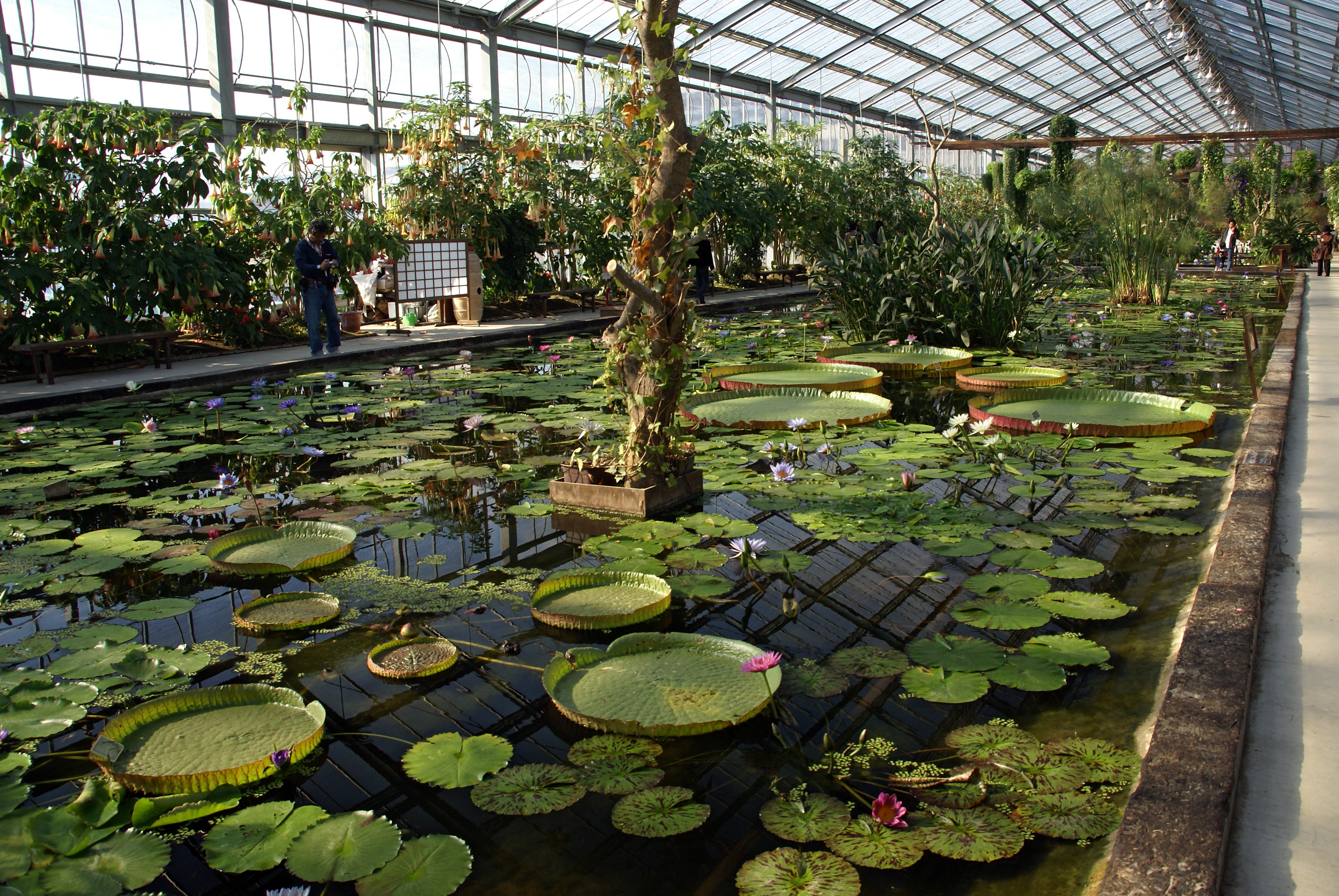
Một góc công viên hoa Kobe Kachoen
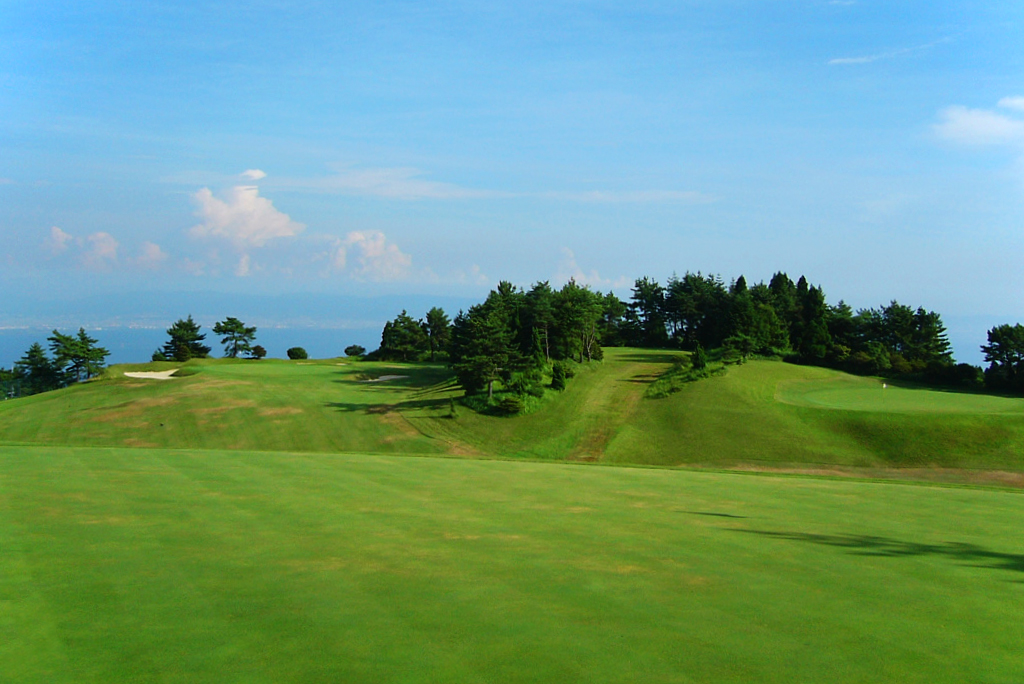
Kobe Golf Club
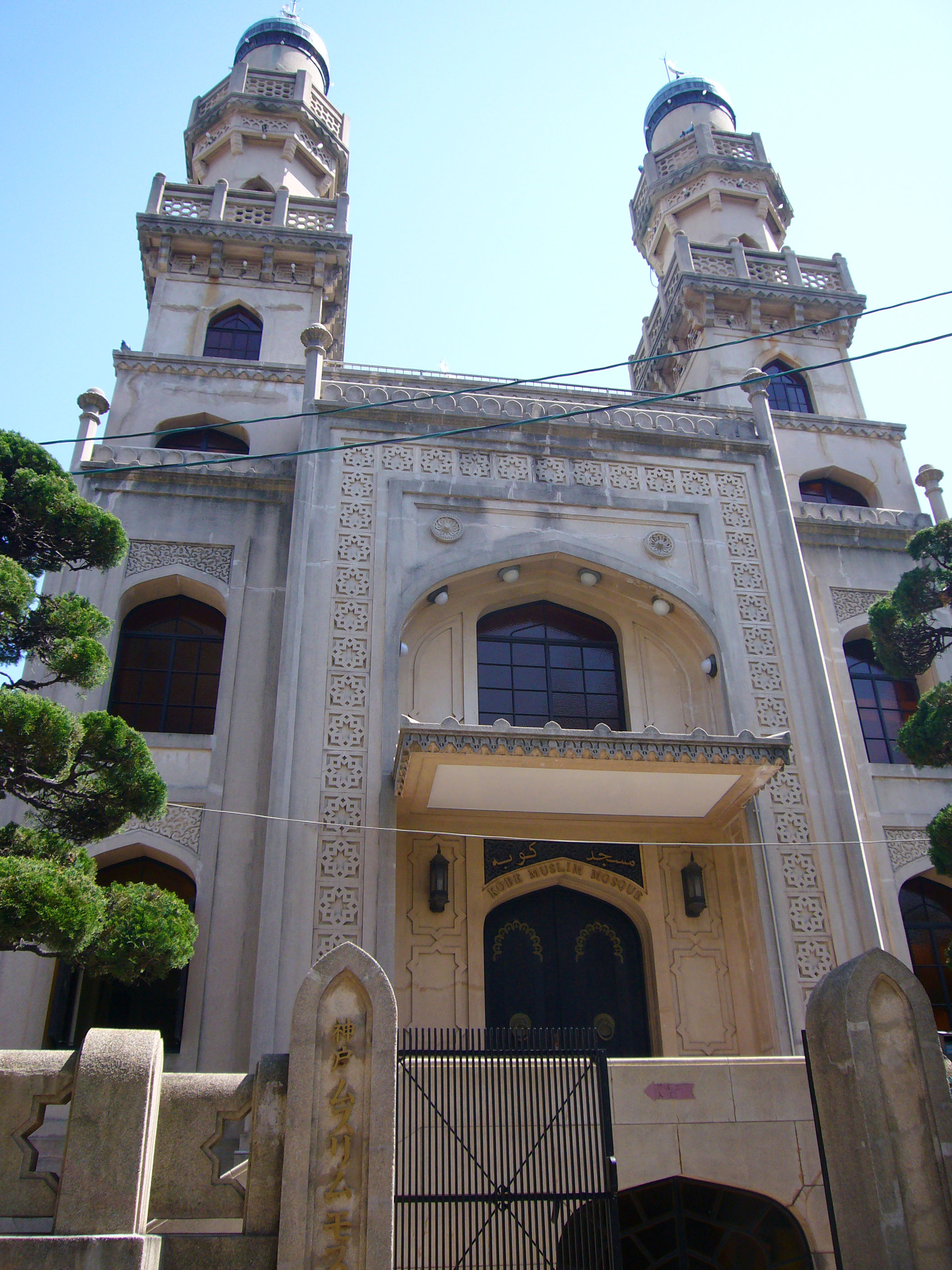
Kobe Mosque- Nhà thờ Hồi giáo đầu tiên ở Nhật Bản